# Космос-1870
Космос-1870 — автоматична орбітальна станція, створена за програмою «Алмаз-Т» з метою виконання програм наукового та економічного призначення, міжнародного співробітництва Міністерством оборони СРСР. Основним призначенням станції був радіолокаційний огляд Землі за допомогою РСА «Меч-К».

## Корисне навантаження
РСА «Меч-К» — радіолокатор з синтезованою апертурою антени розробки НВО «Вега».
Радіолокаційна система включала в себе дві хвилеводно-щілинні антени, розташовані вздовж лівого і правого борту КА, розміром 1,5×15 м, що формують два окремих променя. Кожна антена складалася з трьох секцій із центральним живленням для формування стоячої хвилі.
Спочатку у 1963—1965 рр. у НВО «Вега» була розроблена РСА космічного базування «Меч-А» для орбітальної пілотованої станції (ОПС) «Алмаз». Передбачалася участь екіпажу ОПС в обслуговуванні РСА, до складу якої входив бортовий фотореєструючий пристрій для запису радіоголограм на восьмисантиметрову фотоплівку. Періодично раз в три місяці касети із записами підлягали скиданню в капсулах на Землю, де мав забезпечуватися синтез радіолокаційних зображень (РЛЗ). У завдання екіпажу входила перезарядка касет з фотоплівкою, їх установка в капсулу, а також контроль працездатності бортової апаратури.
Станції «Алмаз» так і не стали пілотованими, а заділ при створенні РСА «Меч-А» був використаний при виготовленні повністю автоматичної РСА «Меч-К».
Характеристики РСА «Меч-К»:
- Робоча частота — 3 ГГЦ;
- Просторова роздільна здатність — 25 … 30 м;
- Поляризація сигналів — лінійна горизонтальна;
- Ширина смуги захоплення — 2х300 км;
- Протяжність записи РЛ-зображення уздовж траси — 20-240 км.

Склад:
- Резервний приймач;
- Пристрої запам'ятовування інформації — аналоговий відемагнітофон;
- Аналогова радіолінія;
- Вимірювач доплеровской частоти.

## Звершення роботи
Роботу КА «Космос-1870» завершив у липні 1989 р., а йому на зміну в березні 1991 р. був запущений аналогічний КА «Алмаз-1», який мав вищу орбіту (260… 275 км) з нахилом 72,5°.